# Pohulanka (rejon kamieński)
Pohulanka (ukr. Погулянка) – wieś na Ukrainie, w obwodzie wołyńskim w rejonie kamieńskim. Liczy 306 mieszkańców.
Do 2020 w rejonie maniewickim.